# Crassuncus
Crassuncus is een geslacht van vlinders uit de familie van de vedermotten (Pterophoridae).
De typesoort van het geslacht is Pterophorus defectus Bigot & Luquet, 1991

## Soorten
- Crassuncus colubratus
- Crassuncus defectus
- Crassuncus ecstaticus
- Crassuncus livingstoni
- Crassuncus pacifica